# Claudio Rendina
Claudio Rendina (* 21. července 1938 Řím, Itálie) je italský spisovatel, umělecký kritik, básník, novinář, vydavatel, vatikanista a romanista.

## Životopis
S vydáváním svých studií o městě Římu a jeho historii začal v roce 1959, kdy vyšla jeho kniha básní s předmluvou kritika a básníka Giorgio Caproni Cuore di ragazzo (vyd. Rebellato, Padova).
Je autorem mnoha knih o historii zaměřujících se na italské hlavní město a jeho památky, katolickou církev a Vatikán, na něž se dívá kritickým pohledem. Přeložil a vydal díla spisovatelů a básníků především francouzské literatury devatenáctého století.
V listopadu 1994, společně s Robertem Rendinou, založil nakladatelství Rendina Editori, se sídlem v Římě. Vedl časopis Roma ieri, oggi, domani (Řím včera, dnes a zítra); psal sloupek La Repubblica Cartoline romane, zabývající se dějinami, uměním a folklórem hlavního města Itálie.

## Dílo
- I papi: Storia e Segreti, Řím, Newton Compton, 2013.
- Cardinali e cortigiane : storie libertine di principi della Chiesa e donne affascinanti, Řím, Newton Compton, 2010. ISBN 9788854116962.
- Guida insolita ai misteri, ai segreti, alle leggende e alle curiosità di Roma, Řím, Newton Compton, 2010. ISBN 9788854116658.
- Gli ordini cavallereschi : epopea e storia, Řím: Newton Compton, 2009. ISBN 9788854116504.
- I peccati del Vaticano : superbia, avarizia, lussuria, pedofilia. Řím, Newton Compton, 2009. ISBN 9788854115521.
- La santa casta della chiesa, Řím, Newton Compton, 2009. ISBN 9788854114180.
- Roma giorno per giorno : la cronologia della città eterna dalla fondazione, 753 A.C. ad oggi..., Řím, Newton Compton, 2008. ISBN 9788854111622.
- Vita segreta dei papi, Řím, Newton Compton, 2008. ISBN 9788854112360.
- Le chiese di Roma, Řím, Newton Compton, 2007. ISBN 9788854109315.
- I dogi : storia e segreti, Řím, Newton Compton, 2007. ISBN 9788854108172.
- La grande guida dei monumenti di Roma, 2 volumi, Řím, Newton Compton, 2006.
- Le grandi famiglie di Roma, Roma, 2 volumi, Řím, Newton Compton, 2006.
- Enciclopedia di Roma, Newton Compton Editori, Řím2005. ISBN 88-541-0304-7.
- I palazzi storici di Roma, Řím, Newton Compton, 2005. ISBN 88-541-0444-2.
- I capitani di ventura, Řím, Newton Compton, 2004. ISBN 88-8289-974-8.
- Le strade di Roma (coautrice Donatella Paradisi), 3 volumi, Řím, Newton Compton, 2004.
- Dal ghetto alla città : il quartiere ebraico di Roma e le sue attività commerciali (a cura di), Catalogo della mostra presso il Complesso del Vittoriano, Řím, 2003.
- L'oro del Vaticano, Řím, Newton Compton, 2010. ISBN 978-88-541-1791-4
- 101 Misteri e Segreti del Vaticano, Řím, Newton Compton, 2011. ISBN 978-88-541-3264-1

### Úpravy a překlady
- Guillaume Apollinaire, Poesie erotiche per Lou e Madeleine, Řím, Newton Compton, 1976
- Guillaume Apollinaire, Poesie d'amore, Řím, Grandi tascabili economici Newton, 1991
- Louis Aragon, Poesie surrealiste e dada : Falo, Řím, Newton Compton, 1979
- Charles Baudelaire, I fiori del male e tutte le poesie Řím, Grandi tascabili economici Newton, 1999
- Tristan Corbière, Tutte le poesie, Řím, Newton Compton, 1976
- Gustave Flaubert, L'educazione sentimentale, Řím, Newton Compton italiana, 1972
- Juan Ramón Jiménez, Sonetti e altre poesie d'amore, Řím, introduzione di Carlo Bo, Řím, Newton Compton, 1973
- Antonio Machado, Poesie : Soledades - Campos de Castilla, Řím, Newton Compton, 2007. ISBN 885410938X
- Marcel Proust, I piaceri e i giorni úprava Claudio Rendina, Newton Compton, Řím, 1972; Melita, La Spezia, 1981
- Donatien Alphonse François de Sade, La filosofia nel boudoir úvod Mario Praz, Řím, Newton Compton, 1974
- Donatien Alphonse François de Sade, Le sventure della virtù, Řím, Newton Compton, 1978
- Paul Verlaine, I poeti maledetti, La Spezia, Melita, 1981

### V češtině vyšlo
- RENDINA, Claudio. Příběhy papežů : dějiny a tajemství : životopisy 265 římských papežů. Praha: Volvox Globator, 2005. 714 s. ISBN 80-7207-574-8.